# Santa Teresa, Chiapas
Santa Teresa är en ort i Mexiko.   Den ligger i kommunen Unión Juárez och delstaten Chiapas, i den sydöstra delen av landet, 900 km sydost om huvudstaden Mexico City. Santa Teresa ligger 1 294 meter över havet och antalet invånare är 123.
Terrängen runt Santa Teresa är kuperad söderut, men norrut är den bergig. Runt Santa Teresa är det ganska tätbefolkat, med 155 invånare per kvadratkilometer. Närmaste större samhälle är Cacahoatán, 9,8 km söder om Santa Teresa. I omgivningarna runt Santa Teresa växer i huvudsak städsegrön lövskog.